# جو ماثيوز (لاعب كرة قاعدة)
جو ماثيوز (بالإنجليزية: Joe Matthews)‏ هو لاعب كرة قاعدة أمريكي، ولد في 29 سبتمبر 1898 في بالتيمور في الولايات المتحدة، وتوفي في 8 فبراير 1968 في هاجرستاون في الولايات المتحدة.

## وصلات خارجية
- جو ماثيوز على موقعبيزبول رفرنس.كوم (الدوري الرئيسي) (الإنجليزية)